# Биологические правила

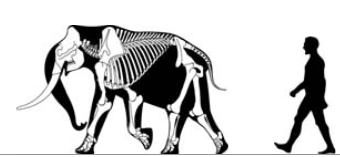
Карликовый мамонт является примером островной карликовости, примером правила Фостера, его необычно маленький размер тела является адаптацией к ограниченным ресурсам его островного дома.

Биологическое правило или биологический закон — это обобщенный закон, принцип или эмпирическое правило, сформулированное для описания закономерностей, наблюдаемых в живых организмах. Биологические правила и законы часто разрабатываются как краткие, широко применимые способы объяснения сложных явлений или важных наблюдений об экологии и биогеографическом распределении видов растений и животных по всему миру, хотя они были предложены или распространены для всех типов организмов. Многие из этих закономерностей экологии и биогеографии названы в честь биологов, впервые описавших их.
С момента зарождения своей науки биологи стремились объяснить очевидные закономерности в данных наблюдениях. В своей биологии Аристотель вывел правила, регулирующие различия между живородящими четвероногими (в современных терминах — наземными плацентарными млекопитающими). Среди его правил было то, что размер выводка уменьшается с увеличением массы тела взрослой особи, в то время как продолжительность жизни увеличивается с периодом беременности и с массой тела, а плодовитость уменьшается с увеличением продолжительности жизни. Так, например, у слонов меньше выводков, чем у мышей, но при этом продолжительность жизни и беременности больше. Подобные правила кратко систематизировали сумму знаний, полученных в результате ранних научных измерений мира природы, и могли использоваться в качестве моделей для прогнозирования будущих наблюдений. К числу самых ранних биологических правил в наше время относятся правила Карла Эрнста фон Бэра (начиная с 1828 года) об эмбриональном развитии и Константина Вильгельма Ламберта Глогера о пигментации животных (1833 год). Среди биогеографов существует некоторый скептицизм относительно полезности общих правил. Например, J. C. Briggs в своей книге 1987 года Биогеография и тектоника плит комментирует, что хотя правила кладистики Вилли Хеннига «в целом были полезны», его правило прогрессии «подозрительно».

## Список биологических правил

Правило Бергмана гласит, что масса тела увеличивается с более холодным климатом, как у шведского лося.

- Правило Аллена гласит, что среди родственных форм гомойотермных (теплокровных) животных, ведущих сходный образ жизни, те, которые обитают в более холодном климате, имеют относительно меньшие выступающие части тела: уши, ноги, хвосты и т. д. Он назван в честь Джоэла Азафа Аллена, который описал его в 1877 году.[8][9]
- Правило Бэтсона гласит, что дополнительные ноги зеркально-симметричны по отношению к своим соседям, например, когда дополнительная нога появляется в гнезде ноги насекомого. Он назван в честь пионера генетики Уильяма Бэтсона, который наблюдал его в 1894 году. Это, по-видимому, вызвано утечкой позиционных сигналов через границу раздела конечностей, так что полярность дополнительной конечности должна быть обратной.[10]
- Правило Бергмана гласит, что в пределах широко распространенной таксономической клады популяции и виды большего размера встречаются в более холодных средах, а виды меньшего размера — в более теплых регионах. Это относится, за исключением, ко многим млекопитающим и птицам. Он был назван в честь Карла Бергмана, который описал его в 1847 году.[11][12][13][14][15]
- Правило Копа гласит, что линии популяции животных имеют тенденцию увеличиваться в размерах тела в течение эволюционного времени. Правило названо в честь палеонтолога Эдварда Копа.[16][17]

Закон необратимости Долло утверждает, что после того, как организм эволюционировал определенным образом, он не вернется точно к предыдущей форме.

- Глубоководный гигантизм, отмеченный в 1880 году Генри Ноттиджем Мозли,[18] утверждает, что глубоководные животные крупнее своих мелководных собратьев. В случае морских ракообразных было высказано предположение, что увеличение размера с глубиной происходит по той же причине, что и увеличение размера с широтой (правило Бергмана): обе тенденции включают увеличение размера с уменьшением температуры.[19]Закон необратимости Долло утверждает, что после того, как организм эволюционировал определенным образом, он не вернется точно к предыдущей форме.
- Закон необратимости Долло, предложенный в 1893 году[20] бельгийским палеонтологом французского происхождения Луи Долло, утверждает, что «организм никогда не возвращается точно в прежнее состояние, даже если он оказывается в условиях существования, идентичных тем, в которых он жил ранее … он всегда сохраняет некоторый след промежуточных стадий, через которые он прошел.»[21][22][23]
- Правило Эйхлера гласит, что таксономическое разнообразие паразитов колеблется вместе с разнообразием их хозяев. Он наблюдался в 1942 году Вольфдитрихом Эйхлером и назван в его честь.[24][25][26]Правило Эмери гласит, что насекомые- социальные паразиты такие как шмели-кукушки выбирают близкородственных хозяев, в данном случае других шмелей.

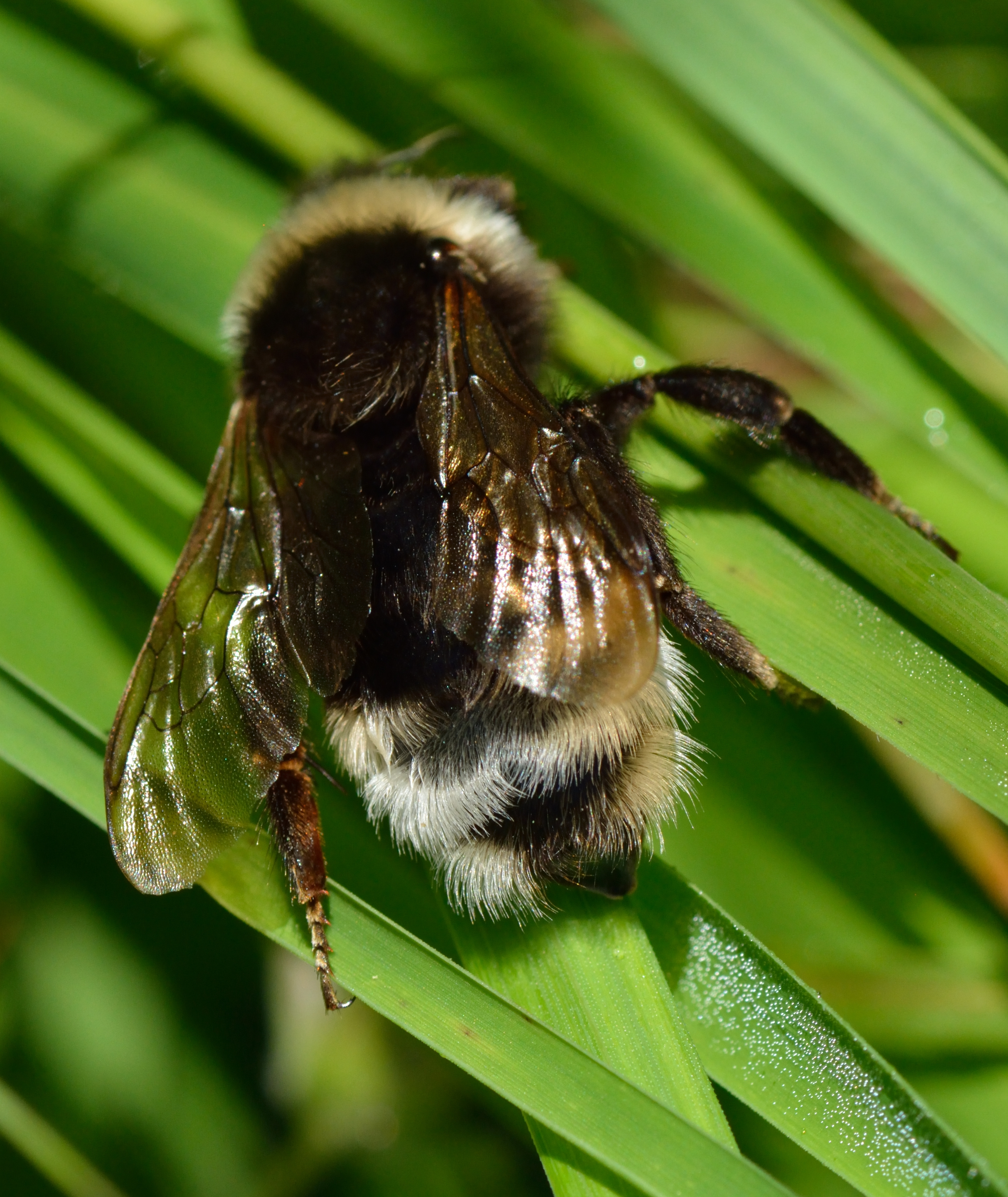
Правило Эмери гласит, что насекомые- социальные паразиты такие как шмели-кукушки выбирают близкородственных хозяев, в данном случае других шмелей.

- Правило Эмери, отмеченное Карло Эмери, гласит, что социальные паразиты насекомых часто тесно связаны со своими хозяевами, например, принадлежат к одному роду.[27][28]
- Правило Фостера, также известное как правило острова или эффект острова гласит, что представители вида становятся меньше или больше в зависимости от ресурсов, доступных в окружающей среде.[29][30][31] Впервые это правило было сформулировано Дж. Бристолом Фостером в 1964 году в журнале Nature, в статье под названием «Эволюция млекопитающих на островах».[32]
- Закон Гаузе или принцип конкурентного исключения, названный в честь Георгия Гаузе, гласит, что два вида, конкурирующие за один и тот же ресурс, не могут сосуществовать при постоянных значениях численности популяции. Конкуренция ведет либо к вымиранию более слабого конкурента, либо к эволюционному или поведенческому сдвигу в сторону другой экологической ниши.[33]
- Правило Глогера гласит, что внутри вида эндотерм более сильно пигментированные формы, как правило, встречаются в более влажных средах, например вблизи экватора. Он был назван в честь зоолога Константина Вильгельма Ламберта Глогера, который описал его в 1833 году.[5][34]
- Правило Холдейна гласит, что если у гибридного вида бесплоден только один пол, то этот пол обычно является гетерогаметным. Гетерогаметный пол — это пол с двумя разными половыми хромосомами; у млекопитающих это самец с хромосомами XY. Правило названо в честь Джона Холдейна.[35]
- Правило Гамильтона гласит, что частота генов должна увеличиваться, когда родство реципиента с субъектом, умноженное на выгоду для реципиента, превышает репродуктивные издержки для субъекта. Это прогноз из теории родственного отбора сформулированный Уильямом Гамильтоном.[36]
- Правило Харрисона гласит, что размеры тела паразита изменяются вместе с размерами тела его хозяина. Он предложил это правило для вшей,[37] но более поздние авторы показали, что оно одинаково хорошо работает для многих других групп паразитов, включая ракушек, нематод,[38][39] блох, мух и клещей, а также для аналогичного случая мелких травоядных на больших растениях.[40][41][42]
- Правило прогрессии Хеннига гласит, что при рассмотрении группы видов в кладистике, виды с наиболее примитивными признаками обнаруживаются в самой ранней части области, которая будет центром происхождения этой группы. Названо в честь Вилли Хеннига, который изобрел это правило.[6][43]
- Правило Джордана гласит, что существует обратная зависимость между температурой воды и меристическими характеристиками, такими как количество лучей плавника, позвонков или числа чешуек, которые, как видно, увеличиваются с понижением температуры. Он назван в честь отца американской ихтиологии Дэвида Старра Джордана.[44]Принцип Лака соответствует размеру кладки для наибольшего количества детенышей, которых родители могут прокормить

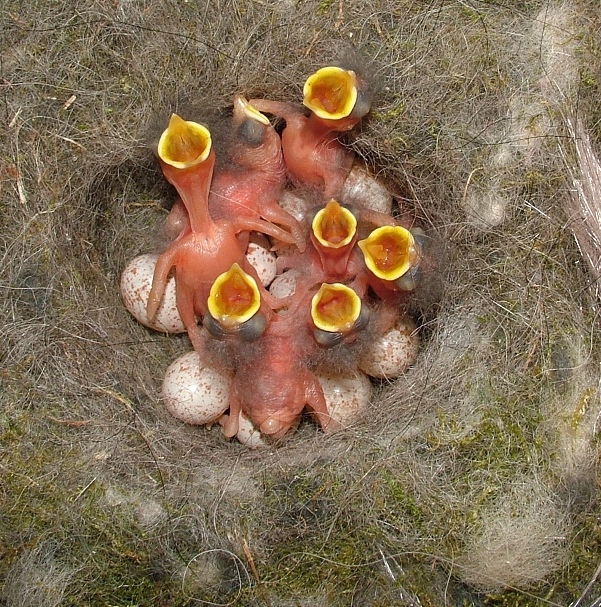
Принцип Лака соответствует размеру кладки для наибольшего количества детенышей, которых родители могут прокормить

- Принцип Лака, предложенный Дэвидом Лаком, гласит, что «размер кладок каждого вида птиц был адаптирован естественным отбором, чтобы соответствовать наибольшему количеству птенцов, для которых родители в среднем могут обеспечить достаточно пищи».[45]
- Правило Рапопорта гласит, что широтные диапазоны растений и животных обычно меньше на более низких широтах, чем на более высоких широтах. Он был назван в честь Эдуардо Х. Рапопорта Г. К. Стивенсом в 1989 году.[46]
- Правило Ренча гласит, что среди многих родственных видов половой диморфизм по размеру будет увеличиваться с увеличением размеров тела, когда самцы больше самок, и уменьшаться с увеличением средних размеров тела, когда самки больше самцов. Это правило применимо к приматам, ластоногим (тюленям), и даже к парнокопытным (таким как крупный рогатый скот и олени).[47] Он назван в честь Бернхарда Ренча, который предложил его в 1950 году.[48]
- Закон Шмальгаузена, названный в честь Ивана Шмальгаузена, гласит, что популяция находящаяся на крайнем пределе своей толерантности в каком-либо одном аспекте, более уязвима для небольших различий в любом другом аспекте. Следовательно, разброс данных — это не просто шум, мешающий обнаружению так называемых «основных эффектов», но также индикатор стрессовых условий, ведущих к большей уязвимости[49].
- Правило Торсона гласит, что донные морские беспозвоночные в низких широтах имеют тенденцию производить большое количество яиц, развивающихся до пелагических (часто планктотрофных — питающихся планктоном) и широко рассеивающихся личинок, тогда как в высоких широтах такие организмы имеют тенденцию производить меньше и больше лецитрофных (питающихся желтком) яиц и более крупных потомков, часто живородящих или яйцеживородящих, которые чаще вынашиваются.[50] Названо в честь Гуннара Торсона С. А. Милейковским в 1971 году.[51]
- Закон Ван Валена гласит, что вероятность исчезновения видов и высших таксонов (таких как семейства и отряды) постоянна для каждой группы с течением времени; группы не становятся ни более устойчивыми, ни более подверженными вымиранию, независимо от возраста их родословной. Он назван в честь биолога-эволюциониста Ли Ван Валена[52].
- Законы фон Бэра, открытые Карлом Эрнстом фон Бэром, гласят, что эмбрионы исходят из общей формы и развиваются во все более специализированные формы, так что разнообразие эмбриональных форм отражает таксономическое и филогенетическое древо. Таким образом, все животные в типе имеют сходный ранний эмбрион; животные в более мелких таксонах (классах, отрядах, семействах, родах, видах) имеют более поздние и поздние эмбриональные стадии. Это резко контрастировало с теорией рекапитуляции Иоганна Фридриха Меккеля (а позднее и Эрнста Геккеля), которая утверждала, что эмбрионы проходят через стадии, напоминающие взрослые организмы, от последовательных стадий scala naturae от предположительно низших до высших уровней организации.[4][53][54]
- Закон Уиллистона, впервые замеченный Сэмюэлем Уиллистоном, гласит, что части организма имеют тенденцию уменьшаться в количестве и значительно специализироваться в функциях. Он изучал зубные ряды позвоночных и заметил, что там, где у древних животных были рты с различными видами зубов, у современных хищников появились резцы и клыки, предназначенные для разрывания и разрезания плоти, в то время как у современных травоядных появились большие коренные зубы, предназначенные для измельчения твердых растительных материалов.[55]